# Опсада Бејрута
Опсада Бејрута се догодила током лета 1982, као одговор на нападе ПЛО-а на Израел из Либана. Завршава се повлачењем Палестинаца и израелским препуштањем територија који су заузели током опсаде.

## Позадина
Дуги период политичких напетости у Либану кулминисао је у марту 1975. избијањем грађанског рата. Средишња власт је престала да функционише, а земља је подељена на подручја под надзором различитих хришћанских, сунитских и шијитских милиција те Друза и бораца ПЛО-а, заплетених у мрежу савезништава и међусобних непријатељстава. Подела није заобишла ни главни град Бејрут који је подељен на источни део под надзором хришћанских милиција и на западни део града који је био под надзором муслиманских снага, док је пословно средиште града постало ничија земља. У размерно кратком раздобљу Бејрут је од средоземног града, културног и привредног средишта регије, био претворен у поприште тешких борби. У јуну 1976. на позив либанског председника Франуеха у рат на страни хришћанских милиција ушла је Сирија. Двадесет хиљада сиријских војника прелази границу, запоседа долину Бекаа, напада муслиманске милиције и ПЛО те до јесени преузима надзор над половином земље. Добри односи хришћанских фалангиста и Сирије трајали су до лета 1978, да би се након напада на фамилију бившег председника Франуеха, иза којег су стајали фалангисти, Сирија окренула против хришћанских милиција. Осим Сирије, помоћ хришћанским милицијама пружао је и Израел, који је фалангистима слао оружје и проводио поморску блокаду либанске обале. У марту 1978. израелска је војска први пут продрла на југ Либана, уништила палестинске базе и потерала герилце ПЛО-а према северу. Израел се повукао из Либана у јуну 1978.
Почетком осамдесетих година у Израелу је на власти био десно оријентисани Ликуд Менахема Бегина, који је заговарао политику чврсте руке према арапским суседима. Користећи као повод палестински покушај атентата на израелског амбасадора у Уједињеном Краљевству, Израел је бомбардовао упоришта ПЛО-а у Либану те 6. јуна 1982. предузео нову копнену инвазију југа Либана. У операцији под називом Мир за Галилеју израелске војне колоне напредовале су према северу уништавајући палестинска упоришта. Израелска инвазија 1982. године у погледу ангажираних снага била је знатно опсежнија од прве инвазије 1978. те су већ пети дан од почетка инвазије Израелци надзирали трећину либанске територије. Брзи продор израелских оклопних снага комбинован хеликоптерским и амфибијским десантима у позадини израелску је војску већ средином јуна довео до врата главног либанског града Бејрута, где је у његовом западном делу остало у окружењу неколико хиљада палестинских бораца и сиријских војника.

## Опсада
Израелске снаге су 13. јуна 1982. стигле до Бејрута и заузеле источно предграђе Баабду. Од 14. јуна почеле су борбе за заузимање узвисина изнад града, које су потрајале до 26. јуна. Освајање висова изнад Бејрута омогућило је Израелцима визуелни надзор над целим градом и истовремено пресекло везе опкољених Палестинаца у западном Бејруту са савезничким снагама у долини Бекаа и остатку Либана. Коначно се 1. јула западни део града нашао у потпуном окружењу израелских снага, које опкољену територију бомбардују артиљеријском ватром. Опкољена територија је с две стране била затворена морем, док је линију која се протезала од рубова аеродрома на југу до луке на северу града стезала израелска војска. Израелци су затворили струју и воду опкољеном подручју, да би на притисак међународне јавности 7. јула опскрба ипак била обновљена. Процењује се да је током борби у западном Бејруту остало заточено између 350 и 500 хиљада цивила. Иако већина становника западног Бејрута није била одушевљена палестинском војном присуству, њихов став према Израелу генерално се може оценити као неутралан те израелска војска током борби од њих није могла очекивати директну подршку.
Израелска је војска 13. јула извела пробни напад на бејрутски аеродром, који је био одбијен уз неколико уништених оклопних возила. Наиме, Израелци нису били припремљени за урбано ратовање јер је већина израелских јединица пред Бејрутом била оклопна или механизирана, с малим бројем класичних пешадијских јединица. Директни напад на град у правилу је имплицирао и велике израелске војне жртве, које би израелска јавност и бирачи тешко прихватили. Осим тога, израелско је водство било свесно да војно запоседање главнога града једне арапске државе носи и крупне политичке посљедице, а протезање опсаде на дуго раздобље ће донети палестинском питању нежељену пажњу у иностранству. Израелска војска је континуирано држала западни Бејрут под снажном ваздушном, поморском и артиљеријском ватром. У више наврата покушани су атентати на палестинске функционере прецизним бомбардовањем из ваздуха. Тако су у више наврата Јасер Арафат и неколико његових најближих сарадника били мете израелских бомби, које су избегли за само неколико минута. Иако је ПЛО претрпио велике жртве током опсаде и био у знатној мери ослабљен нападима, политичка штета у међународној заједници нанесена Израелу била је далеко већа од добитка коју је остварио опсадом Бејрута. Израелске гранате су убиле велик број цивила који нису имали везе с ПЛО-ом, због чега је Тел Авив трпио велике критике у иностранству.
Кратко примирје које је трајало између 13. и 21. јула обје су стране искористиле за консолидацију. Израелска војска је посебно снажно бомбардовала Бејрут између 4. и 12. августа, када је град био дословно у пламену. Артиљеријски напади су били увертира у дуго очекивани масовни израелски напад који је почео 4. августа и који је на четири места пробио палестинску одбрану. Најуспешнији израелски продор био је на југу града, где је запретио да угрози и само седиште ПЛО-а. Након почетног успеха израелска је војска застала само да би 9. августа обновила нападе који су кулминирали 12. августа снажним ваздушним и артиљеријским ударима, који су и међу бејрутским цивилима однели више стотина живота.
Истовремено с трајањем борби, уз америчко посредовање почели су преговори између представника ПЛО-а и израелске стране у којима је одлучујућу посредничку улогу играо посебни изасланик САД, Филип Хабиб. Вођа ПЛО-а Арафат одбијао је одступити, претећи борбом до посљедњег човека и претварањем Бејрута у нови Стаљинград. Напослетку је 12. августа, у јеку најтежих израелских напада, Арафат пристао повући ПЛО из Бејрута у замену за прекид борби, под условом да у земљи буду размештене међународне мировне снаге које треба да заштитите Палестинце који остају у Либану. Важан корак ка постизању трајног примирја било је пристајање Сирије и Туниса да прихвате борце ПЛО-а.
Дана 21. августа 1982. у Либан је стигло првих 350 француских војника из међународног војног контингента, а следећих дана је стигао и остатак међународних снага. Палестинско повлачење из западног Бејрута било је завршено 1. септембра те је око 10.600 палестинских герилаца и 3600 сиријских војника било евакуирано из града у Тунис и Сирију, а Јасер Арафат одлази у изгнанство у Тунис. Но, неколико хиљада герилаца ПЛО-а који су држали положаје на другим деловима земље ипак је остало у Либану под заштитом сиријске војске на подручју долине Бекаа. Након што је повлачење ПЛО-а из Бејрута довршено, међународне снаге су се 10. септембра почеле размјештати из средишта Бејрута у базе на ивицама града.

## Последице
Израелска опсада Бејрута је и у војном и у политичком смислу била успех. Иако ПЛО није био војно уништен, његова евакуација је знатно ослабила притисак на Израел и прекограничне упаде. Дана 26. септембра 1982. почело је и израелско повлачење из Бејрута, да би се 1985. израелска војска повукла на југ Либана, а у потпуности се повукла из земље тек 2000. године. Међутим, либански грађански рат још увек је био далеко од завршетка - 14. септембра 1982. убијен је либански предсједник Башир Гемауел, а два дана касније неславно је пропала и преузета обавеза међународне заједнице да заштити палестинске цивиле у бејрутским избјегличким камповима. Наиме, у палестинске логоре Сабра и Шатила, које су израелске снаге држале у окружењу, пуштено је 300 наоружаних фалангиста под заповедањем блиског Гемауеловог сарадника Елиеа Хобеике са задатком хватања преосталих бораца ПЛО-а, за које се претпостављало да се крију међу избјеглицама. Међутим, фалангисти су починили масовне егзекуције палестинских цивила у којима је током два дана убијено више од хиљаду Палестинаца. Међународни војни контингент послан у лето 1982. такође није био поштеђен напада. Након што је у априлу 1983. у самоубилачком нападу уништена америчка амбасада у Бејруту, у октобру исте године симултано су нападнути главни штабови америчких и француских снага у Бејруту, при чему је убијено готово три стотине војника. Серија терористичких напада на међународне циљеве директно је водила и до повлачења америчких, британских и италијанских војника из Либана у фебруару 1984, иза којих је неколико месеци касније уследило и француско повлачење. Либански грађански рат наставио се следећих шест година и тек је потписивање споразума у саудијском граду Таифу у октобру 1989. означило завршетак рата.